# Subodh Gupta
Subodh Gupta (* 1964 in Khagaul, Bihar) ist ein indischer Künstler, der vor allem aufgrund seiner Installationen aus Edelstahlgeschirr Aufmerksamkeit erregt. Sein Werkspektrum umfasst Skulpturen, Malerei, Fotografie, Performance und Videoinstallationen. Er lebt und arbeitet in Neu-Delhi und gehört zu den bekanntesten zeitgenössischen Künstlern Indiens. Dabei ist er einer der zehn kommerziell erfolgreichsten Künstler Asiens.
Subodh Gupta 
 (externe Weblinks) !
- 5 Offerings for the Greedy Gods, 2006[2]
- Everything is Inside, 2006[2]
- Distant Nearness, 2008[3]
- Very Hungry God, 2008[4]

In seinen Arbeiten greift Subodh Gupta regelmäßig auf typische indische Klischees zurück, darunter auch die Verwendung von Edelstahlgeschirr bei seinen Installationen und Skulpturen.

## Leben und Werk

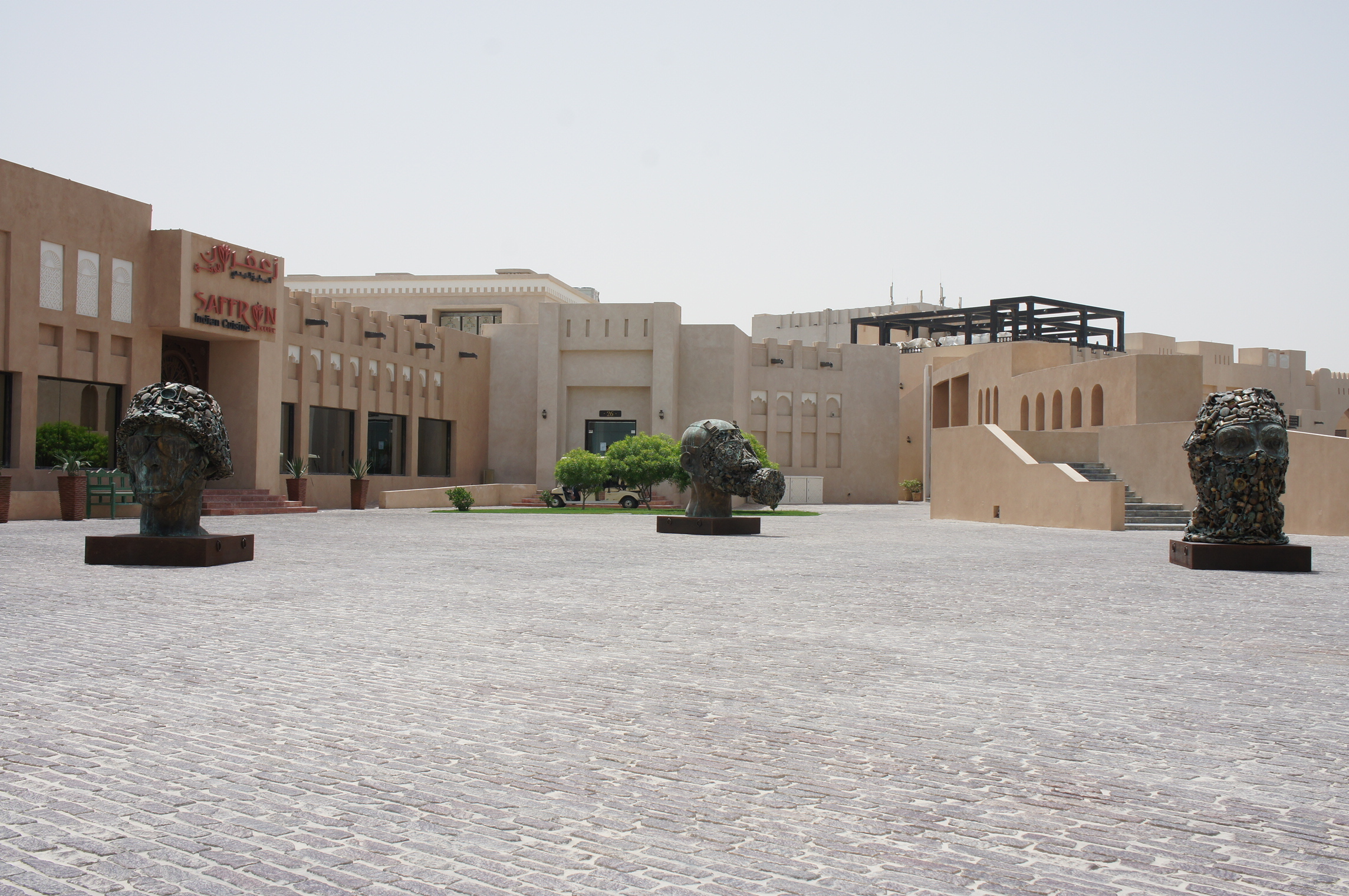
Gandhis Three Monkeys, 2008

Subodh Gupta wurde als jüngster Sohn von sechs Kindern eines Arbeiters der Eisenbahn geboren. 1988 machte er seinen Schulabschluss und studierte am College of Arts & Crafts in Patna und arbeitete zwei Jahre als Absolvent für Grafik bei einer Zeitung. Das Studium schloss er mit dem Bachelor of Fine Arts (B.F.A.) 1998 ab. Gemeinsam mit seiner Frau Bharti Kher, einer international bekannten britischen Künstlerin indischer Abstammung, und ihren zwei Kindern lebt und arbeitet er in Gurugram, einer Vorstadt von Neu-Delhi.
Seit 1983 stellt er regelmäßig Kunstwerke aus, anfänglich vor allem in Patna, Neu-Delhi, Chennai und Mumbai. 1993 erfolgte die erste Ausstellung außerhalb Indiens im Rahmen der Gruppenausstellung Contemporary Indian Artists in Dubai. 1994 folgten Ausstellungen in Rom (Nessuno Tocchi Caino) und auf der Biennale di Venezia. Viele seiner Werke aus dieser Zeit besitzen einen starken Bezug zu seiner ländlichen Heimat Bihar, so etwa My Mother and Me (1997), ein Rundhaus aus Asche und getrockneten Kuhfladen. Zudem malte er Bilder mit Kuhdung, und die Videoschleife und Performance Pure, 1999, zeigt den Künstler mit brauner Vaseline beschmiert. Auf der Fotografie Cowboy, 2001, reitet er nackt auf einer heiligen Kuh. Kommerzielle Erfolge gab es zu dieser Zeit nicht, zumal die zeitgenössische indische Kunst weder in Indien selbst noch im Ausland bekannt und begehrt war. Indische Kunst wurde vor allem von im Ausland lebenden Indern gekauft, bei diesen war jedoch vor allem Kunst aus den 1970er Jahren populär, der Zeit des Malers Maqbul Fida Husain.
1997 eröffnete der New Yorker Peter Nagy in Neu-Delhi die Galerie Nature Morte. Er nahm Subodh Gupta in sein Programm auf, und dieser stellte hier erstmals im Jahr 2000 eine Installation aus Edelstahl-Küchenutensilien aus. The Way Home (II) bestand aus blankpolierten Tellern, Löffeln, Bechern, Tabletts und Pistolen, die auf dem weißen Boden der Galerie arrangiert wurden, in der Mitte befand sich eine rote Lotusblüte aus Glasfaser. Die Installation verkaufte sich nicht, stellte jedoch den Beginn für die Arbeiten dar, für die Gupta heute bekannt ist.

## Ausstellungen
Im Jahr 2007 stellte die Galerie Nature Morte Guptas Monumentalinstallation Gandhi's Three Monkeys vor den Hallen der Art Basel aus und erreichte dadurch ein enormes Aufsehen. Die dreiteilige Skulptur wurde für eine Million Euro verkauft und in der Folge durchbrachen Guptas Werke auf Auktionen regelmäßig die Millionengrenze. Im selben Jahr hatte die renommierte Galerie Hauser & Wirth den Künstler unter Vertrag genommen. Parallel zur Biennale di Venezia 2007 wurde die bislang bekannteste Skulptur Guptas, der Very Hungry God, durch François Pinault vor dem Palazzo Grassi im Canal Grande aufgestellt und erregte entsprechendes Aufsehen. Die 2,56 m hohe Skulptur stellt einen riesigen, aus poliertem Edelstahlgeschirr zusammengestellten Totenschädel dar.
2008 wurden in der Galleria continua in San Gimignano in der Toskana zwei seiner Installationen: There is always Cinema und Bhandarghar gezeigt.
Im Jahr 2010 wurde seine Installation Et tu, Duchamp? in Wien ausgestellt. Das Werk zeigt die Mona Lisa als Bronzeskulptur. Der Titel bezieht sich auf die von Marcel Duchamp 1919 hergestellte Reproduktion des Gemäldes, der er einen Schnauz- und Spitzbart hinzugefügt und mit L.H.O.O.Q. betitelt hatte.
Unter dem Titel Subodh Gupta. Everything is Inside zeigte das Museum für Moderne Kunst in Frankfurt am Main von September 2014 bis 18. Januar 2015 die bisher größte Werkschau des Künstlers in Deutschland.

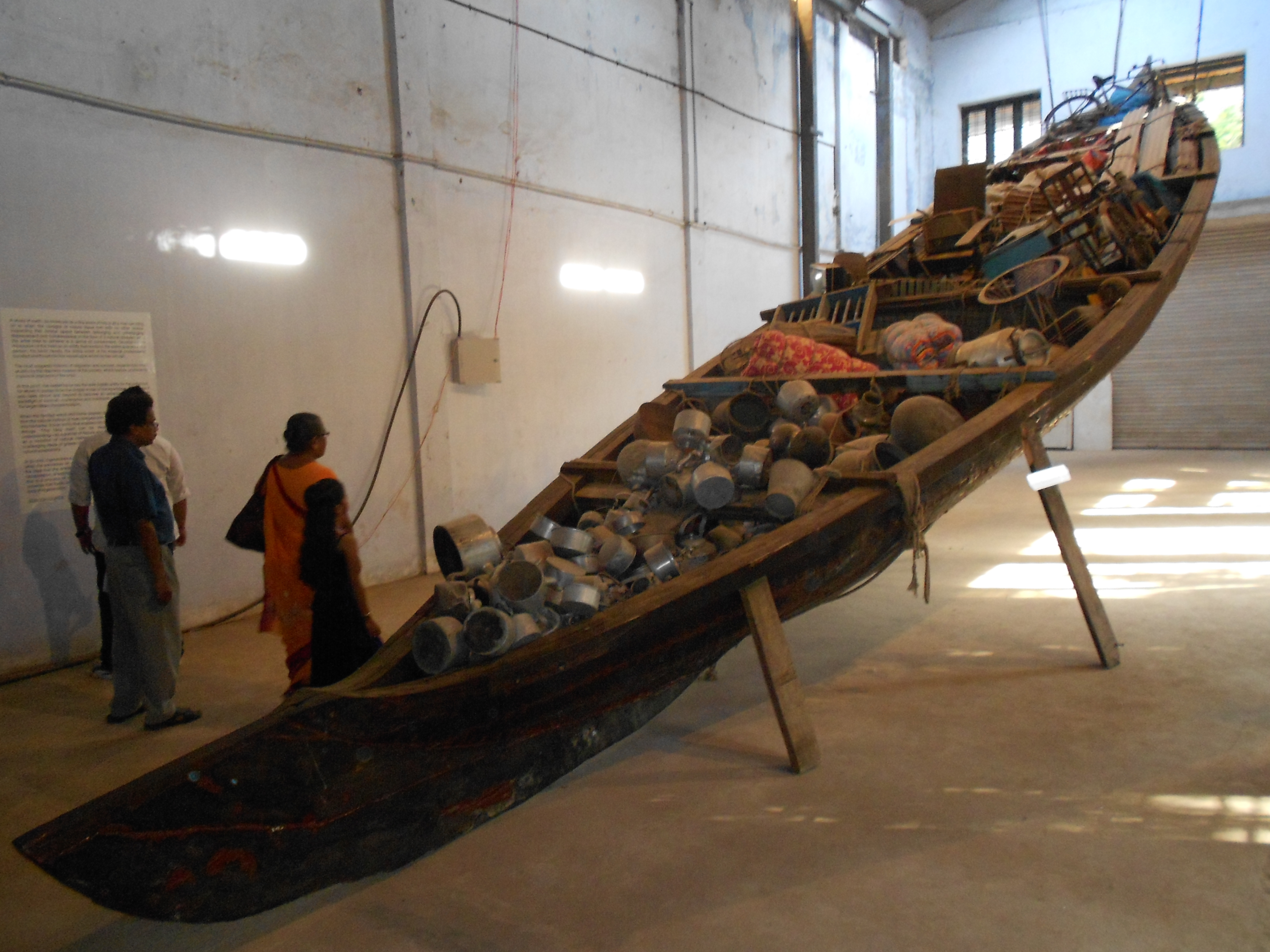
What does the vessel contain, that the river does not